# Vejstrup
Vejstrup är en tätort i Svendborgs kommun i Region Syddanmark i Danmark. Tätorten har 395 invånare (2024). Den ligger på Fyn, cirka 8 kilometer nordost om Svendborg.